# Киллиан, Джеймс
Джеймс Киллиан (англ. James Rhyne Killian; 24 июля 1904, Блэксберг, Южная Каролина — 29 января 1988, Кембридж, Массачусетс) — американский учёный.
Окончил Массачусетский технологический институт (бакалавр менеджмента, 1926).
В 1948—1959 годах — президент МИТ.
В 1956—1963 годах — председатель Совета президента США по внешней разведке.

## Награды
- Public Welfare Medal (1956)
- Вашингтонская премия (1959)
- Медаль Гувера (1963)
- Премия Маркони (1975)
- Премия Пибоди (1975)
- Награда Сильвануса Тайера (1978)
- Vannevar Bush Award (1980)